# Cambodjaanse lijstergaai
De Cambodjaanse lijstergaai (Garrulax ferrarius) is een zangvogel uit de familie Leiothrichidae.

## Verspreiding en leefgebied
Deze soort is endemisch in zuidwestelijk Cambodja.

## Status
De grootte van de populatie is niet gekwantificeerd maar de soort wordt omschreven als plaatselijk algemeen. Op de Rode lijst van de IUCN heeft deze soort de status niet bedreigd.